# Aegialia concinna
Aegialia concinna là một loài bọ cánh cứng thuộc họ Scarabaeidae. Nó là loài đặc hữu của Hoa Kỳ.